# Епос про Сундьяту
Сундьята (Sunjata [sʊnˈdʒɑːtə] Сунджата; також Сундіата Sundiata або Сон-Джара Son-Jara) — епічна поема народу малінке, яка розповідає історію героя Сундіати Кейта (помер 1255), засновника імперії Малі. Є взірцем усної традиції, яка сягає ХІІІ століття і оповідається з уст в уста поколіннями гріотів (джелі). Єдиної чи авторитетної версії не існує.
Матеріали, що стосуються епосу, вперше почали збирати на початку ХХ століття у Французькому Судані, зокрема у престижній французькій школі Вільяма Понті, — саме їх використав для упорядкування у формі поеми гвінейський письменник і фольклорист Джибріл Тамсір Ніань, яку він опублікував у французькому перекладі 1960 року, що й стало найбільш уніфікованим стандартом цього епосу.

## Історичний контекст і значення
Про ступінь історичності подій, зображених в епосі, можна дискутувати. Існують деякі обмежені арабські історіографічні джерела XIV століття щодо ранньої історії, в тому числі про імперію Малі, зокрема записи Ібн Халдуна. Однак усна традиція не може мати визначне значення для реконструкції тогочасних історичних подій, адже неодмінно зазнала значних змін протягом століть, попри це вчені не без успіху намагалися відокремити елементи епосу від реальних історичних подій.
Короткі письмові виклади епосу існували арабською ще до 1890 року. Протягом 1890-х версії епосу були зібрані французькими чиновниками та опубліковані у французькому та німецькому перекладах, починаючи з 1898 року. Західноафриканці, які здобули освіту на Заході, почали створювати літературні версії епічної оповіді, починаючи з 1930-х років. Особливо це стосується французької вищої школи Вільяма Понті, яка 1937 року навіть поставила драму за сюжетом епосу. Цей період являє собою першу взаємодію усної традиції з професійною літературою та сучасністю, і трансформації, яких зазнав наратив від драматичної версії 1937 року через письмові форми епосу, що були популярними у 1940—1950-х роках аж до появи першої уніфікованої обробки Ніаня (1960). Перша підрядкова транскрипція епічної поеми, яку безпосередньо виконував гріот, була здійснена в 1967 році.
Як усний історичний епос Сундьята несе в собі відомості не лише про історію імперії Малі, а й про культуру, етнографію і навіть філософію народів манде. Філософські уявлення манде ґрунтувались на дихотомії і взаємозв'язку 2 елементів у Всесвіті — конструктивному баденья та деструктивному фаденья. Фаденья або «батько-дитя-чість», — це суперництво між зведеними братами і сестрами, яке в епосі Сундьята представлено ворожнечею між Сундьятою, сином Соголон, та Данкараном Туманом, сином Сасуми (перша дружина правителя Маргана). Руйнівні сили фаденья зрештою спричинили вигнання Сундіати та його матері з Малі через страх, що Сасума завдасть шкоди родині Соголон. Баденья, або «мати-дитя-чість», — це прихильність між дітьми однієї матері. Це представлено в епосі підтримкою сестри Сундьяти, Колонкан, яка наглядала за ним і упереджувала злі чари Сасуми, а також наступною підтримкою братів і сестер по матері під час битви за повернення Малі. Материнська підтримка також важлива для Сундьяти, щоб подолати свою фізичну ваду і почати ходити у відповідь на благання матері. Важливість матері підкреслюється оповідачем, який каже, що «дитина варта не більше, ніж варта мати». Надважливо, що Сундьята потребував як взаємодії обох протилежних сил фаденья та баденья, щоб виконати своє призначення в повному обсязі, що доводить, що обидва елементи є невіддільними у культурі манде.
Епос Сундьята залишається невід'ємною частиною традиційної культури манде, а сама історія продовжує переказуватися гріотами та через ритуальні масковані вистави. Сьогодні він також став частиною офіційної національної міфології низки західноафриканських держав, зокрема Малі, Гамбії, Сенегалу та Гвінеї, відтак його вивчають на уроках історії в програмі початкової школи.

## Сюжет
Немає єдиної авторитетної версії епосу про Сундьяту, який може включати понад 40 різних сюжетних епізодів (з усіх відомих варіантів), але наразі існують кореневі основні компоненти, які традиційно включає кожна версія. За Ст. Булманом (Stephen Bulman) це: 1) батьківське походження Сундьяти, 2) оповідь про буйволицю, 3) народження та дитинство Сундьяти, 4) вигнання Сундьяти та 5) повернення та війна з Сумаоро (Сумангуру).
У Сундьяті Наре Маган Конате (відомий також як Маган Кон Фатта або Маган Красивий) був правителем мандінка, який одного разу прийняв до свого двору мисливця-віщуна. Той передбачив, що якщо Конате одружиться з потворною жінкою, вона народить йому сина, який одного дня стане могутнім правителем. Наре Маган Конате вже був одружений з Сасумою Берете і мав від неї сина Данкарана Тумані Кейта. Однак, коли два мисливці Траоре з королівства До подарували йому потворну горбату жінку на ім'я Соголон, він згадав пророцтво і одружився з нею. Незабаром вона народила сина Сундіьяту Кейта, який не міг ходити протягом усього дитинства. Сасума ревнувала дитину та матір і висміювала Сундіату за його нездатність ходити та потворність, яку він успадкував від матері. Незважаючи на його фізичну слабкість, батько-король все ж подарував Сундьяті ще в дитинстві особистого гріота; це робилось для того, щоб вони зростали разом і весь час спілкувались, як було заведено у суданської шляхти того часу.
Після смерті Наре Магана Конате (бл. 1224 р.) його перший син, Данкаран Туман, посів трон, незважаючи на побажання батька-короля, аби пророцтво збулося. Сундьята та його мати, яка народила ще двох дочок і усиновила другого сина від третьої дружини Конате Намандже, зазнали принижень від нового короля та його матері. Після образи Соголон Сундьята попросив у коваля Нунфарі зробити залізний костур, який зламався, коли він намагався обпертися на нього, щоб підвестися і піти. Лише коли він використовував гілку дерева S'ra (африканського баобаба або адансонового дерева) він був спроможний ходити. В одній з версій епосу Сундьята починає ходити після того, як його батько помирає, і мати наказує йому це зробити. Тоді він стає диво-мисливцем.
Тим не менш, ненависть Сасуми Берете та Данкарана Тумані Кейта незабаром змусила Сундьяту, його матір і двох сестер вирушити у вигнання до королівства Мема. В одній з версій вони не були вигнанцями. Мати Соголон, відчуваючи, що вона та її син у небезпеці через ревнощі Сассуми, покидають Малі самі. Сусідні королівства не бажають давати притулок Сундьяті та Соголон, боячись, що Сасума та її син мститимуться, але люди Мема приймають їх.
Живучи в королівстві Мема, Сундьята почав рости «сильним, як лев», і він бореться з найбільшим полководцем людей Мема Мусою Тункара. Сундьята став настільки могутнім воїтелем, що його зробили спадкоємцем трону Меми. Однак Соголон закликала його «здійснити свою долю» і повернутися до Малі, щоб стати її правителем.
Тим часом Сумаоро Канте, історичний лідер народу Сосо, який став відомим після занепаду імперії Гана, якого в епосі зображено як жорстокого короля-чаклуна, напав на королівство мандінка, змусивши Данкарана Тумані втекти від страху. Перш ніж досягти Малі, Сумаоро завоював дев'ять королівств колишньої імперії Гани. Потім пригноблені малінке вислали по Сундьяту. Збивши коаліцію сусідніх невеликих королівств, Сундьята очолив і виграв війну проти Сосо. Відтак його нарекли титулом манса або «цар царів», як першого правителя імперії Малі.
Невдовзі Сундьята приступив до організації своєї імперії, навіть представивши на своїй коронації перед шляхтою усну конституцію, відому як Kouroukan Fouga. Його правління увінчється величчю його держави. Деякі гріоти (звісно, пізніші й освічені на західний манер) навіть порівнюють його звитяжне життя з подвигами Александра Македонського.

## Відомі версії
- Mamadou Kouyaté (виконавець) і Джибріл Тамсір Ніань (упорядкування і викладення): Soundjata ou l'Epopée Mandingue (Paris: Présence Africaine, 1960). пер. англійською G.D. Pickett: Sundiata: An Epic of Old Mali, London: Longmans, 1965[13]
- Bamba Suso, Banna Kanute and Dembo Kanute (виконавці) та Gordon Innes (редактор): Sunjata: Three Mandinka Versions (University of London, 1974). Скорочена версія: Sunjata (Penguin, 1999)[14]
- Fa-Digi Sisòkò (виконавець) і John William Johnson (редактор): Epic of Son-Jara: A West African Tradition (Indiana University Press, 1986).[15] Назва 3-го видання: Son-Jara: The Mande epic (2003)
- Djanka Tassey Condé (виконавець) і David C. Conrad (редактор): Sunjata: A West African epic of the Mande Peoples (Hackett, 2004).[16] Перероблено як Sunjata: A New Prose Version (Hackett, 2016).
- Issiaka Diakité-Kaba (драматург): Soundjata, Le Lion: Le jour oú la parole fut libérée / Sunjata, The Lion: The day when the spoken word was set free (Denver: Outskirts Press, 2010). Французько-англійська драматизована версія-поліглотта

Стівен Булман документує багато інших версій у «A Checklist of Published Versions of the Sunjata Epic». Джон Вільям Джонсон (John William Johnson) також склав бібліографію в Інтернеті.